# Шпаковцы
Шпако́вцы (бел. Шпакоўцы) — деревня в Барановичском районе Брестской области Белоруссии. Входит в состав Новомышского сельсовета. Население — 5 человек (2019).

## География
Деревня расположена в 13,5 км по автодорогам к северо-западу от центра сельсовета, деревни Новая Мышь, и в 23 км по автодорогам к северо-западу от центра Барановичей. Рядом с деревней находится Шпаковское болото, образовавшееся на месте одноимённого озера. Есть автобусная остановка маршрута № 230 до Барановичей.

## История
По переписи 1897 года — деревня Новомышской волости Новогрудского уезда Минской губернии, 23 двора. В 1909 году — 41 двор.
С 1921 года в составе межвоенной Польши, в гмине Новая Мышь Барановичского повета Новогрудского воеводства. По переписи 1921 года в ней числилось 39 жилых и 1 прочее обитаемое здание, в которых проживало 224 человека (99 мужчин, 125 женщин), из них 210 белорусов и 14 поляков (по вероисповеданию — 214 православных и 10 римских католиков).
С 1939 года в составе БССР. С 15 января 1940 года в Новомышском районе Барановичской, с 8 января 1954 года Брестской области, с 8 апреля 1957 года в Барановичском районе. С конца июня 1941 до июля 1944 года была оккупирована немецко-фашистскими захватчиками. На фронтах войны погибло 8 сельчан.
До 26 июня 2013 года деревня входила в состав Тешевлянского сельсовета.

## Население
По состоянию на 1 января 2022 года в деревне проживало 15 человек в 9 хозяйствах, в том числе 1 моложе трудоспособного возраста, 8 — в трудоспособном возрасте и 6 — старше трудоспособного возраста.
| Численность населения (по переписи) | Численность населения (по переписи) | Численность населения (по переписи) | Численность населения (по переписи) | Численность населения (по переписи) | Численность населения (по переписи) | Численность населения (по переписи) | Численность населения (по переписи) |
| 1897                                | 1909                                | 1921                                | 1959                                | 1970                                | 1999                                | 2009                                | 2019                                |
| ----------------------------------- | ----------------------------------- | ----------------------------------- | ----------------------------------- | ----------------------------------- | ----------------------------------- | ----------------------------------- | ----------------------------------- |
| 209                                 | ↗304                                | ↘224                                | ↗237                                | ↘221                                | ↘66                                 | ↘41                                 | ↘5                                  |